# Humhál László
Humhál László (Újpest, 1905. szeptember 17. – Madrid, 1936. novembere) pártmunkás, a KIMSZ vezetőségi tagja, a spanyol polgárháború katonája.

## Élete
Fiatalkorában belépett a bőrmunkások szakszervezetébe, illetve a Munkás Testedző Egyesületébe. 1928-tól kezdve tagja volt a Kommunista Ifjúmunkások Magyarországi Szövetségének. 1929-ben Lőwy Sándor temetésén mondott beszéde, izgatás miatt 4 hónap börtönre ítélték. A következő évben a KIMSZ II. kongresszusán volt küldött, ezt követően pedig pártutasításra a Szovjetunióba ment tanulni. Időközben kitanulta a szerszámkészítő szakmát is. 1936-ban rövid időre visszatért Magyarországra, majd a spanyol polgárháború kitörésének hírére az Ibériai-félszigetre utazott, hogy a köztársaságpártiak oldalán részt vegyen abban. A Madrid-környéki harcokban kapott halálos sebesülést.

## Emlékezete
- Újpesten 1945 után – az Illek Vince utca átkeresztelésével – utcát neveztek el róla,[4][5] ám a rendszerváltást követően visszakapta Illek Vince nevét.[6]
- A Fiumei úti sírkertben lévő Munkásmozgalmi Mauzóleum előtti térség 6 pilonja közül a második pilonon, a halálozásuk sorrendjében találhatóak a KMP újjászervezését követő illegális pártmunka évtizedeiben, a párt vezető személyiségeinek neveit megörökítő emléktáblák, köztük Humhál Lászlóé is.[7]